# Хатиб, Заки
Заки аль-Хатиб (араб. زكي الخطيب‎, 1887—1961) — сирийский юрист, политик, государственный деятель. Неоднократно занимал пост министра юстиции Сирии, трижды был членом сирийского парламента, в течение нескольких дней был премьер-министром страны.

## Биография
Заки аль-Хатиб изучал юриспруденцию и гражданское управление в Константинополе. В 1907-1916-м годах он служил в Дамаске на гражданской службе. В 1918 году он сблизился с режимом короля Фейсала — в то время правителя Сирии, и стал главой разведки в Алеппо, проработав на этой должности до 1920 года. После установления в Сирии режима французского мандата аль-Хатиб был переведён на менее значимую должность начальника сирийской почтовой службы. Впоследствии он занимал другие должности, но в 1927 году подал в отставку в связи с разногласиями, возникшим у него с французского администрацией.
В 1928 году в течение трёх месяцев аль-Хатиб был членом ассамблеи, занимавшейся разработкой первой республиканской конституции Сирии. В феврале 1928 года он впервые получил министерский портфель, возглавив министерство юстиции в правительстве Тадж ад-Дина аль-Хасани. В 1930 году аль-Хатиб вступил в сирийский Национальный блок — одно из крупнейших политических движений Сирии того времени. По списку Блока аль-Хатиб в 1932-м и 1936-м годах избирался членом сирийского парламента. В 1939 году аль-Хатиб вышел из Блока в связи с неспособностью организации предотвратить передачу санджака Александретты Турции, и присоединился к оппозиции, которую в то время возглавлял Абд ар-Рахман Шахбандар. Затем аль-Хатиб, по предложению Шахбандара, организовал Партию Национального единства, которая, по замыслу создателей, должна была объединить оппозиционные силы страны, однако этого не произошло. В 1941-м он вновь стал министром юстиции, теперь уже в правительстве Хасана аль-Хакима. После обретения Сирией независимости в 1946 году, аль-Хатиб примкнул к Народной партии, находившейся в оппозиции к президенту Шукри Куатли. В 1947 году он ещё раз был избран в парламент. В декабре 1949 года аль-Хатиб в третий раз получил портфель министра юстиции, на этот раз в правительстве под руководством Халеда Азема, и сохранил его за собой в следующем правительстве Назима аль-Кудси. В ноябре 1949 года он вновь принял участие в работе ассамблеи, разрабатывавшей конституцию страны. В сентябре 1950 года аль-Хатиб в четвёртый раз был избран в парламент Сирии, а в 1951 году президент Хашим аль-Атаси предложил ему сформировать правительство, однако аль-Хатибу не удалось достичь договорённости с сирийскими политическими партиями.
После государственного переворота, совершённого в ноябре 1951 года Адибом Шишакли, аль-Хатиб ушёл из политики. Заки аль-Хатиб скончался 24 апреля 1961 года.